# Cryptomys
Cryptomys là một chi động vật có vú trong họ Bathyergidae, bộ Gặm nhấm. Chi này được Gray miêu tả năm 1864. Loài điển hình của chi này là Georychus holosericeus Wagner, 1842 (= Bathyergus hottentotus Lesson, 1826).

## Hình ảnh

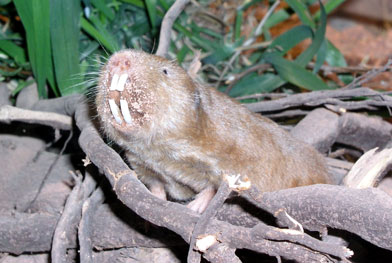

## Các loài
Chi này gồm các loài:
- Cryptomys amatus
- Cryptomys anselli
- Cryptomys bocagei
- Cryptomys damarensis
- Cryptomys darlingi
- Cryptomys foxi
- Cryptomys hottentotus
- Cryptomys kafuensis
- Cryptomys mechowi
- Cryptomys ochraceocinereus
- Cryptomys zechi